# エレクトロ・インダストリアル
エレクトロ・インダストリアル（Electro-industrial）は、1980年代半ばにポスト・インダストリアルとエレクトロニック・ボディ・ミュージックが交わり誕生した音楽ジャンル。このジャンルの先駆者にスキニー・パピー、フロント・ライン・アッセンブリーが挙げられる。

## 概要
1990年代初頭にEBMムーブメントが衰退した後、エレクトロ・インダストリアルは世界のクラブシーンで人気を博しました。ストレートなEBMスタイルとは対照的に、エレクトロ・インダストリアル・グループは、よりハードなビートと、荒々しい、歪んだ、あるいはデジタル化されたボーカルを使用する。インダストリアル・ロックとは対照的に、エレクトロ・インダストリアル・グループはほとんどギターを使用しない。ただし、スキニー・パピーは80年代半ばから「Testure」や「Dig It」などの曲でエレクトリック・ギターの要素を使用しており、ナムは「God Is Dead」などの曲で使用している。
エレクトロ・インダストリアルは、SPK、Die Form、Borghesia、Klinik、Skinny Puppy、Numb、Abortive Gasp、Front Line Assemblyといった1980年代のグループが先鞭をつけた。

## 概念的要素
エレクトロ・インダストリアル・グループは、コントロール、ディストピア、サイエンス・フィクションをテーマにする傾向がある。例としてエレクトロ・インダストリアル・グループは、「エクソシスト」やロマン・ポランスキー監督の作品などのホラー映画や、SF映画「ブレードランナー」や「エイリアン」から美的インスピレーションを受ける等がある。